# Palau dels Mercader
|  | No s'ha de confondre amb Palau Mercader o Palau Mercaders. |

El Palau dels Mercader és un palau gòtic del segle xv ubicat al carrer dels Cavallers 26, de València.

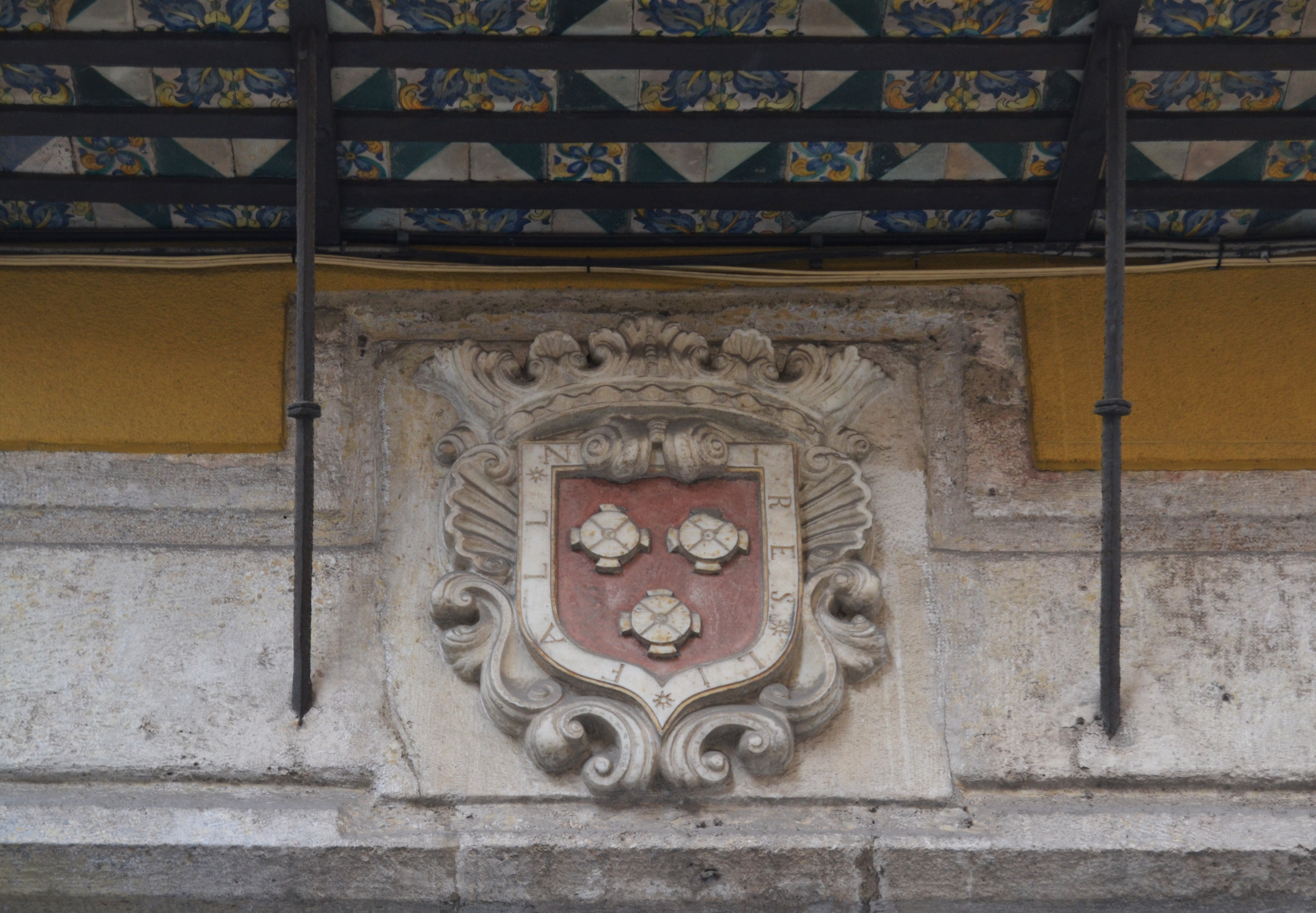
Escut de la façana, amb les armes dels Mercader, de gules tres marcs d'or, amb el lema Ni res li fall

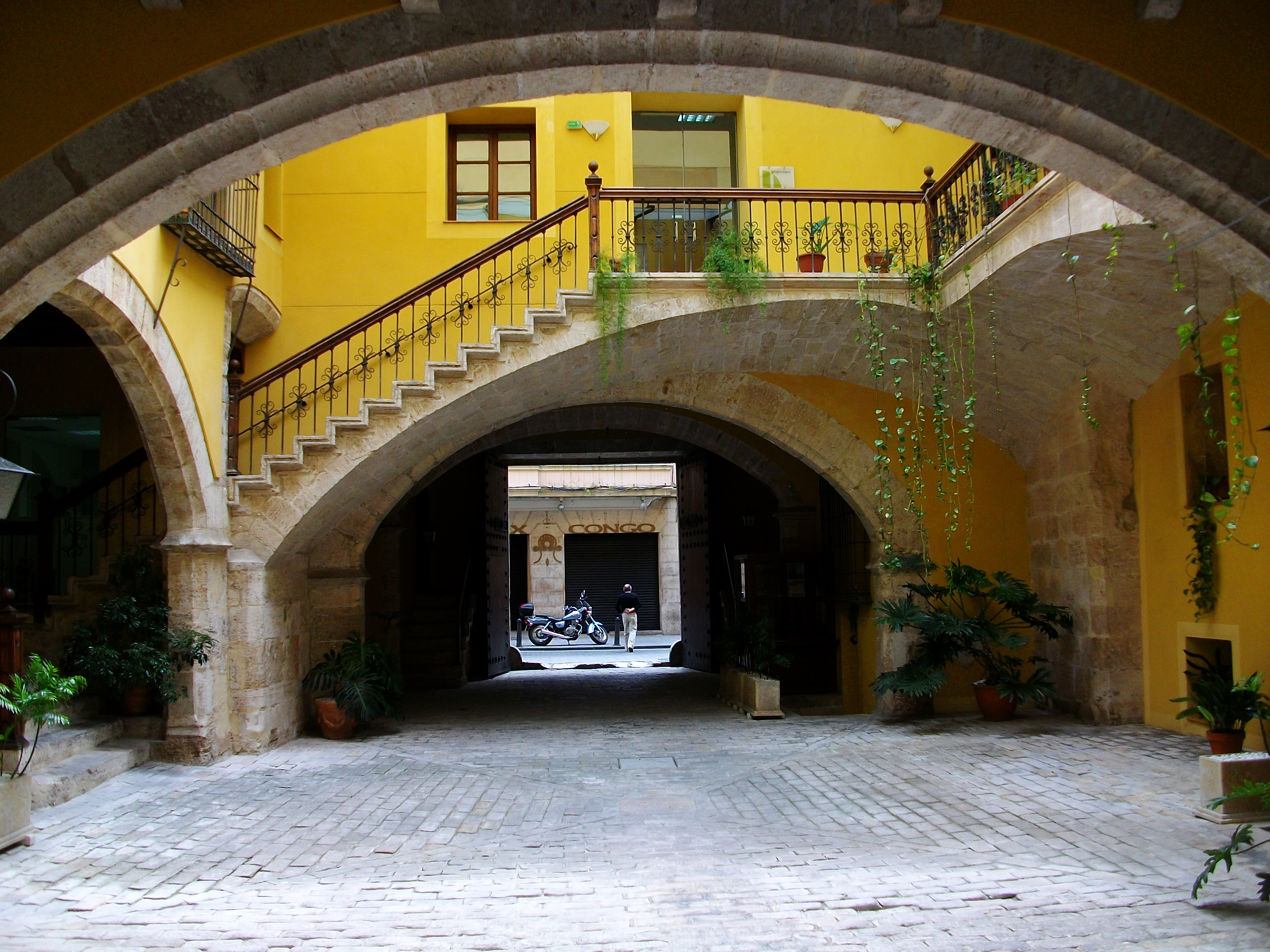
Pati central del Palau dels Mercader

## Història
Fou construït a finals del segle xiv o principis del xv per a la important família valenciana dels Mercader, inicialment barons de Bunyol, on tingueren el Castell de Bunyol. Més endavant esdevingueren barons de Xest, comtes de Bunyol i marquesos de Mercader, acumulant posteriorment els marquesats d'Albaida i Malferit. D'entre els membres de la família destaquen el notari Joan Mercader, nomenat el 1412 batlle general del Regne de València per Ferran I, i el seu fill Berenguer Mercader, que succeí el seu pare, de manera que pare i fill ocuparen el càrrec de la batllia general del Regne durant els regnats de Ferran I, Joan II i, parcialment, d'Alfons el Magnànim. També cal esmentar Gaspar Mercader, noble i escriptor de final del segle xvi i principi del xvii.
En els últims anys de vida de Berenguer Mercader, el Palau fou seu d'una tertúlia literària, recollida en l'obra Parlament en casa de Berenguer Mercader de Joan Roís de Corella. La tradició diu que el Palau dels Mercader fou el lloc on Lluís de Santàngel firmà el préstec per finançar el primer viatge de Colom. La família Mercader l'ocupà fins al segle xix.
Fou seu provisional del Ministeri de Justícia del govern espanyol a València durant la Guerra Civil. Durant la dècada de 1990, fou adquirida per la UTECO - Unió de Cooperatives del Camp de València, que hi realitzà una important rehabilitació a càrrec de Joan Candela i Lucía Peiró, que integrà els components gòtics i renaixentistes amb instal·lacions actuals. Després de 4 anys d'obres, finalment l'any 2000 la UTECO hi establí la seva seu. En els darrers anys ha format part del circuit de palaus oberts al públic de la ciutat de València. A 2022 el Palau s'ofereix per a la celebració d'actes socials.

## L'edifici
L'edifici fou construït en estil gòtic de final del segle xiv o principis del xv, però va patir diverses reformes al llarg del temps, especialment durant el segle xviii. Té l'estructura típica de les cases senyorials de l'època, amb una façana amb porta de llinda i l'escut familiar amb el lema Ni res li fall, a continuació un gran espai inicial amb les escales que condueixen a l'entresolat i al semisoterrani, i un pati central amb amplis arcs escarsers, amb l'escala noble de pedra que porta al pis principal i al superior. També disposa de pati, presidit per una gran palmera, essent l'únic palau de la zona que ha conservat el pati. La façana disposa de cinc balcons que en origen eren finestres.
De la part reformada als segles següents, destaca l'enteixinat renaixentista del saló noble de la primera planta.